# Programa Shenzhou
El programa Shenzhou (en xinès:神|舟) és una iniciativa de vol espacial tripulat de la Xina. El programa va posar el primer ciutadà xinès, Yang Liwei, en òrbita el 15 d'octubre de 2003.
El desenvolupament va començar en el 1992, sota el nom de Projecte 921-1. El Programa Espacial Tripulat Nacional Xinès va posar la designació de Projecte 921 amb Projecte 921-1 com a part important. El pla requeria un llançament tripulat a l'octubre de 1999, abans del nou mil·lenni.
Els quatre primers vols de prova no tripulats van tenir lloc en el 1999, 2001 i 2002. Aquests van ser seguits amb un altre llançament tripulat el 12 d'octubre de 2005. Va ser llançat amb un Llarga Marxa 2F des del Centre de Llançament de satèl·lits de Jiuquan. El centre de comandament de les missions és el Beijing Aerospace Command and Control Center. El China Manned Space Engineering Office proveeix serveis d'enginyeria i suport administratiu per a les missions tripulades Shenzhou.
El nom és diversament traduït com a "Vaixell Diví" o semblant, però és també una referència a una obra literària de noms de la Xina amb la mateixa pronunciació (神州; literalment "Terra Divina").

## Història
Els primers esforços xinesos en el vol espacial tripulat van començar en el 1968 amb una data de llançament projectada pel 1973. Tot i que la Xina va fer llançar un satèl·lit no tripulat el 1970 i ha mantingut un programa no tripulat des de llavors, el programa de vols espacials tripulats va ser cancel·lat a causa de la falta de fons i dels interessos polítics.
L'actual programa de vols espacials tripulats de la Xina va ser autoritzat l'1 d'abril de 1992 com a Projecte 921-1, amb l'inici del desenvolupament l'1 de gener de 1993. El pla inicial consta de tres fases:
- Fase 1 implicaria el llançament de dues versions no tripulades de la nau espacial tripulada, seguit pel primer vol espacial tripulat xinès, en el 2002.
- Fase 2 seria durant el 2007, i implica una sèrie de vols per provar la tecnologia, realitzar operacions de trobada i acoblament en òrbita, i operar un laboratori espacial de vuit tones utilitzant la tecnologia espacial bàsica.
- Fase 3 implicaria l'òrbita d'una estació espacial de 20 tones en el període de 2010–2015, amb els equips que es van transportar-hi utilitzant la nau espacial tripulada de vuit tones.

En el 1994, Rússia va vendre part de la seva aviació avançada i la tecnologia espacial per al govern xinès. En el 1995, es va signar un acord entre els dos països per a la transferència de tecnologia de la nau russa Soiuz a la Xina. En l'acord, s'nclou l'entrenament, disposició de les càpsules Soiuz, sistemes de suport vital, sistemes d'acoblament, i vestits espacials. En el 1996, dos astronautes xinesos, Wu Jie i Li Qinglong, van començar a entrenar-se al Yuri Gagarin Cosmonaut Training Center de Rússia. Després de l'entrenament, aquests homes van tornar a la Xina i van procedir per capacitar altres astronautes xinesos en llocs propers a Pequín i Jiuquan. El maquinari i informació venuda pels russos va permetre modificacions a la nau espacial en la Fase 1, eventualment anomenada Shenzhou, que significa traduït lliurement “recipient diví.” Les noves instal·lacions de llançament van ser construïdes a la zona de llançament de Jiuquan a Mongòlia interior, i a la primavera de 1998, un exemplar del vehicle de llançament Llarga Marxa 2F amb la nau espacial Shenzhou va ser fet rodar per a la integració i proves.
Els caps de disseny inclou Qi Faren i Wang Yongzhi. El primer vol tripulat de la nau espacial va ser llançat el 19 de novembre de 1999 després que el Projecte 921-1 fos reanomenat a Shenzhou, un nom d'informes, triat per Jiang Zemin. Es van produir una sèrie de tres vols no tripulats addicionals. Les càpsules de reentrada Shenzhou utilitzades fins ara són un 13 per cent més grans que les càpsules de reentrada Soiuz russes, i s'espera que aquests vehicles més tard siguin dissenyats per transportar una tripulació de quatre en lloc de tres de les Soiuz, encara que això ho farà limitar per l'alçada de l'astronauta, com va passar amb les anteriors tripulacions de Soiuz, probablement s'aplicaran.
El cinquè llançament, el Shenzhou 5, va ser el primer a transportar una persona (Yáng Lìwěi) i va tenir lloc a les 9:00 CST (UTC +8) el 15 d'octubre de 2003.
Igual que els programes espacials similars en altres nacions, el Shenzhou ha plantejat algunes preguntes sobre si la Xina hauria de gastar diners en el llançament de persones a l'espai, argumentant que aquests recursos estarien millor dirigits en un altre lloc. En efecte, els dos anteriors programes de vols espacials humans, un a mitjans de la dècada de 1970 i l'altra en la de 1980 van ser cancel·lats a causa de les grans despeses. En resposta, s'han ofert una sèrie de raons en els mitjans de comunicació xinesos. Una d'elles és que la destinació a llarg termini de la humanitat està en l'exploració de l'espai, i que la Xina no s'ha de deixar de banda. Una altra és que aquest programa servirà de motor per al desenvolupament de la ciència i la tecnologia a la Xina. Finalment, s'ha argumentat que el prestigi resultant d'aquesta capacitat augmentarà l'status de la Xina al món, d'una manera semblant als Jocs Olímpics del 2008.
El 17 d'octubre de 2005, després de l'èxit del Shenzhou 6, els mitjans xinesos han declarat oficialment que el cost d'aquest vol va ser de prop de 110 milions de dòlars, i el cost brut del Projecte 921/1 en els últims 11 anys va ser de 2,3 bilions. Aquests valors són més baixos que el cost dels programes espacials similars en altres nacions.
La premsa xinesa ha promogut en gran manera els experiments realitzats pels Shenzhou, en particular les seves exposicions, incloent alguns de Taiwan, sobre la gravetat zero i la radiació. La majoria dels científics, però, qüestionen la utilitat d'aquest tipus d'experiments – en lloc de confiar en la modificació de cultius a nivell genètic pels beneficis de la productivitat en el futur.
L'experiència obtinguda durant la dècada de 1960 tant dels Estats Units amb el Manned Orbiting Laboratory com la Unió Soviètica amb l'estació espacial Almaz, indica que la utilitat militar dels vols espacials tripulats és bastant limitada i que pràcticament tots els usos militars de l'espai són molt més efectives realitzades pels satèl·lits no tripulats. Així, mentre que el mòdul orbital Shenzhou podria ser utilitzat per reconeixement militar no sembla haver cap raó militar per a la incorporació com a sistema en una missió tripulada, ja que la Xina podria utilitzar satèl·lits no tripulats exclusivament per a aquests fins. Encara, la naturalesa de l'exploració espacial, amb diferents nacions tractant successivament per assolir els mateixos objectius (p. ex., la "cursa espacial" americana i soviètica, els esforços actuals per duplicar el GPS i el GLONASS amb el Galileo), implica que la Xina podria seguir aquest camí també.

## Nau espacial Shenzhou

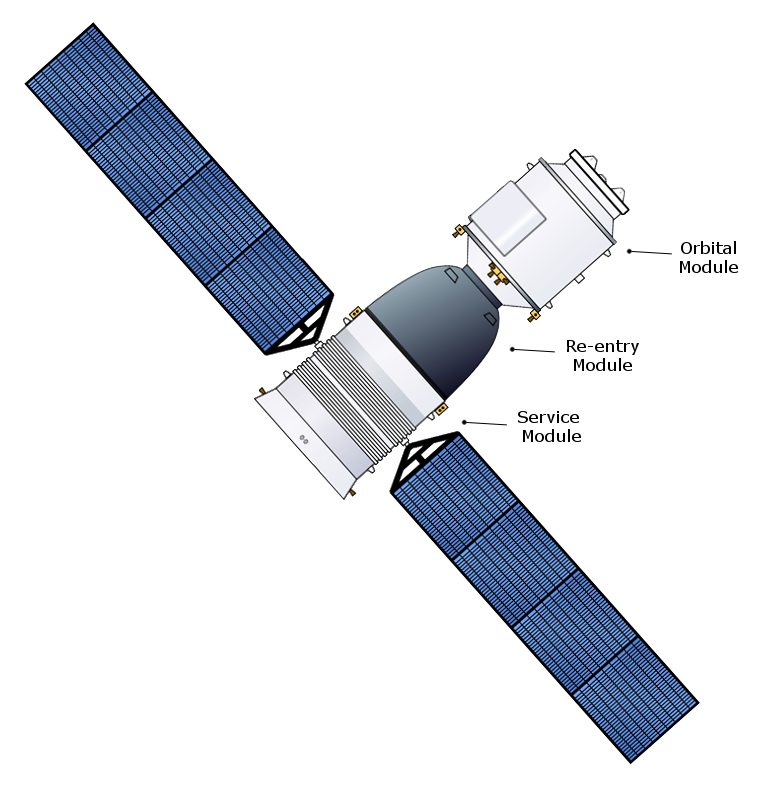
Diagrama de la nau espacial Shenzhou S-7

La nau espacial Shenzhou s'assembla a la russa Soiuz, encara que és substancialment més gran, i a diferència de la Soiuz, compta amb un mòdul orbital amb capacitat de vol autònom.
Com en les Soiuz, el Shenzhou consta de tres mòduls: un mòdul orbital davanter (轨道舱), al mig una càpsula de reentrada (返回舱), i a la popa el mòdul de servei (推进舱). Aquesta divisió es basa en el principi de reduir al mínim la quantitat de material a ser retornada a la Terra. Els mòduls orbitals o de serveis no requereixen l'escut tèrmic, i això augmenta l'espai disponible a la nau espacial sense augmentar el pes com si els mòduls haguessin de ser també capaços de suportar la reentrada.

## Missions llançades

### Missions no tripulades
| Missió     | Llançament             | Duració        | Aterratge              | Notes                                                                                         |
| ---------- | ---------------------- | -------------- | ---------------------- | --------------------------------------------------------------------------------------------- |
| Shenzhou 1 | 19 de novembre de 1999 | 0 d 21 h 11 m  | 20 de novembre de 1999 | Vol de proves no tripulat                                                                     |
| Shenzhou 2 | 9 de gener de 2001     | 7 d 10 h 22 m  | 16 de gener de 2001    | Va transportar una càrrega útil científica, incloent micos, gossos, conills i altres animals. |
| Shenzhou 3 | 25 de març de 2002     | 6 d 18 h 51 m  | 1 d'abril de 2002      | Portava un maniquí.                                                                           |
| Shenzhou 4 | 29 de desembre de 2002 | 6 d 18 h 36 m  | 5 de gener 2003        | Portava un maniquí i diversos experiments científics.                                         |
| Shenzhou 8 | 31 d'octubre de 2011   | 16 d 13 h 34 m | 17 de novembre 2011    | Missió no tripulada, es va reunir i acoblar amb el Tiangong-1.                                |

### Missions tripulades
| Ordre | Pegat | Missió      | Llançament             | Duració            | Aterratge              | Tripulació   | Tripulació      | Tripulació   | Notes |
| ----- | ----- | ----------- | ---------------------- | ------------------ | ---------------------- | ------------ | --------------- | ------------ | --- |
| 1     |       | Shenzhou 5  | 15 d'octubre de 2003   | 0 d 21 h 22 m 45 s | 15 October 2003        | Yang Liwei   | Yang Liwei      | Yang Liwei   | Primer vol tripulat xinès, 14 òrbites terrestres.                                                                  |
| 2     |       | Shenzhou 6  | 12 d'octubre de 2005   | 4 d 19 h 33 m      | 16 d'octubre de 2005   | Fei Junlong  | Fei Junlong     | Nie Haisheng | Diversos dies a l'espai, 75 òrbites.                                                                               |
| 3     |       | Shenzhou 7  | 25 de setembre de 2008 | 2 d 20 h 27 m      | 28 de setembre de 2008 | Zhai Zhigang | Liu Boming      | Jing Haipeng | Primera tripulació de tres persones, primer passeig espacial xinès                                                 |
| 4     |       | Shenzhou 9  | 16 de juny de 2012     | 12 d 15 h 24 m     | 29 de juny de 2012     | Jing Haipeng | Liu Wang        | Liu Yang     | Primera dona xinesa a l'espai; primer acoblament amb l'estació espacial Tiangong-1, 18 de juny de 2012, 06:07 UTC. |
| 5     |       | Shenzhou 10 | 11 de juny de 2013     | 14 d 14 h 29 m     | 26 de juny de 2013     | Nie Haisheng | Zhang Xiaoguang | Wang Yaping  | Segona dona xinesa a l'espai; segón acoblament amb l'estació espacial Tiangong-1                                   |
| 6     |       | Shenzhou 11 | 17 d'octubre de 2016   | 33d                | 18 de novembre de 2016 | Jing Haipeng | Chen Dong       |              | Primer acoblament amb l'estació espacial Tiangong-2                                                                |

## Missions programades
No hi ha missions programades fins al llançament del primer mòdul de la nova Gran estació espacial modular xinesa, prevista per al 2020.

## Astronautes

### Selecció d'entrenadors de novembre 1996
Hi havia dos entrenadors astronautes seleccionats pel Projecte 921. Es van formar al Centre de Formació de Cosmonautes Iuri Gagarin a Rússia.
- Li Qinglong – nascut l'agost de 1962 a Dingyuan, Província d'Anhui i pilot interceptador del PLAAF i instructor espacial a Star City
- Wu Jie

### Selecció de candidats a astronautes Shenzhou de gener del 1998
1. Chen Quan
2. Deng Qingming – de la província de Jiangxi i el pilot del PLAAF;
3. Fei Junlong – segon astronauta xinès, comandant del Shenzhou 6
4. Jing Haipeng – nascut l'octubre de 1966 i pilot del PLAAF, astronauta del Shenzhou 7
5. Liu Boming – nascut el setembre de 1966 i pilot del PLAAF, astronauta de Shenzhou 7
6. Liu Wang – Va néixer a la província de Shanxi i és pilot del PLAFF
7. Nie Haisheng – enginyer de vol en el Shenzhou 6, reserva del Shenzhou 5
8. Pan Zhanchun- pilot del PLAAF
9. Yang Liwei – primer home enviat a l'espai pel programa espacial xinès, i la seva missió, el Shenzhou 5, va fer que la República Popular de la Xina fos el tercer país a enviar persones a l'espai de manera independent
10. Zhai Zhigang – reserva del Shenzhou 5, comandant del Shenzhou 7
11. Zhang Xiaoguan – Va néixer a la província de Liaoning i és pilot del PLAAF
12. Zhao Chuandong – pilot del PLAAF

El juliol de 2007, es van anunciar plans per seleccionar fins a 14 homes per a un altre grup de candidats a astronautes del Shenzhou.